# Антонов Вадим Віталійович
Вади́м Віта́лійович Анто́нов (24 липня 1976 — 10 серпня 2014) — солдат резерву Міністерства внутрішніх справ України. Учасник російсько-української війни.

## Життєпис
Народився 1976 року в місті Житомир. Закінчив 2004-го житомирську ЗОШ № 20; Житомирський автодорожній коледж (2007), 2010 року — Житомирський державний технологічний університет, інженер-механік. Створив родину; виховували доньку. Любив спорт — займався дзюдо. Активний учасник подій Революції гідності, «Михайлівська» сотня самооборони Євромайдану.
У часі війни — солдат резервного батальйону оперативного призначення «Донбас» Національної гвардії України. Загинув 10 серпня 2014 року під Іловайськом у ході зіткнення з терористами при комплексному обстрілі позицій українських військовиків — прикривав відхід 10 побратимів. За слідами на місці бою побратими дійшли висновку, що терористи захопили й потягли до своїх позицій тяжкопораненого Вадима. Тоді ж поранень зазнав Віктор Дегтярьов.
У жовтні 2014-го пошукова група місії «Чорний тюльпан» виявила тіло Вадима — у безіменному похованні біля кладовища в Іловайську — та доставила в Запоріжжя. Ідентифікований за тестами ДНК.
Без Вадима залишились мама Марія Павлівна й батько Віталій Антонович; сестра, дружина Ольга, донька Соня 2008 р.н.
Похований у Житомирі на Смолянському військовому кладовищі 7 лютого 2015 року з військовими почестями. Житомиряни утворили на майдані живий коридор і стали на коліна.

## Нагороди та вшанування
- Орден «За мужність» III ступеня (14 серпня 2014, посмертно) — за особисту мужність і героїзм, виявлені у захисті державного суверенітету та територіальної цілісності України, вірність військовій присязі.[4]
- його портрет розміщений на меморіалі «Стіна пам'яті полеглих за Україну» в Києві: секція 2, ряд 10, місце 20.
- нагороджений «Іловайським Хрестом» (посмертно).
- 3 грудня 2015 року на фасаді Житомирської середньої загальноосвітньої школи № 20 урочисто відкрито меморіальні дошки на честь загиблих випускників, учасника АТО Вадима Антонова та воїна-«афганця» Валерія Лук'яненка.
- вшановується на щоденному ранковому церемоніалі вшанування захисників України, які загинули за свободу, незалежність і територіальну цілісність нашої держави[5]